# Jelena Kaługina
Jelena Wiktorowna Kaługina (ros. Елена Викторовна Калугина; biał. Алена Віктараўна Калугіна, Alena Wiktarauna Kałuhina; ur. 22 maja 1972 w Nolinsku) – rosyjska biegaczka narciarska reprezentująca także Białoruś, uczestniczka Zimowych Igrzysk Olimpijskich 2002 i Mistrzostw Świata w Narciarstwie Klasycznym 2003 (jako reprezentantka Białorusi).

## Osiągnięcia

### Igrzyska olimpijskie
| Miejsce | Dzień     | Rok  | Miejscowość    | Konkurencja             | Czas biegu | Strata  | Zwyciężczyni |
| ------- | --------- | ---- | -------------- | ----------------------- | ---------- | ------- | ------------ |
| 43.     | 12 lutego | 2002 | Soldier Hollow | 10 km stylem klasycznym | 28:05,6    | +3:05,3 | Bente Skari  |
| 52.     | 15 lutego | 2002 | Soldier Hollow | 10 km bieg łączony      | 25:09,9    | –       | Beckie Scott |
| 5.      | 21 lutego | 2002 | Soldier Hollow | Sztafeta 4 × 5 km       | 49:30,6    | +1:07,3 | Niemcy       |

### Mistrzostwa świata
| Miejsce | Dzień     | Rok  | Miejscowość   | Konkurencja             | Czas biegu | Strata  | Zwyciężczyni  |
| ------- | --------- | ---- | ------------- | ----------------------- | ---------- | ------- | ------------- |
| 33.     | 18 lutego | 2003 | Val di Fiemme | 15 km stylem klasycznym | 39:40,9    | +3:25,7 | Bente Skari   |
| 29.     | 20 lutego | 2003 | Val di Fiemme | 10 km stylem klasycznym | 25:47,0    | +2:17,1 | Bente Skari   |
| 5.      | 24 lutego | 2003 | Val di Fiemme | Sztafeta 4 × 5 km       | 50:54,7    | +1:30,7 | Niemcy        |
| 34.     | 26 lutego | 2003 | Val di Fiemme | Sprint stylem dowolnym  | –          | –       | Marit Bjørgen |